# 冰湖沉積物
冰湖沉積物（英語：Glaciolacustrine deposits）是指在由冰川造成的湖泊中的沉積物。這些湖泊包括在冰川周緣的湖泊或其他由冰川侵蝕而成的湖泊。沉積物分兩種，推移质和悬移质。前者沉積在湖邊，而後者則沉積在整個湖中上。沉積物通常為黏土，和細沙的交互層，其中細沙在夏季沉積，而黏土在冬季沉積
。

## 推移质沉積物
溪流中攜帶的推移质沉積物（主要是沙子和礫石）沉積在湖泊邊緣形成的三角洲中
。

## 懸浮质沉積物
河流懸浮物中攜帶的沉積物（通常是淤泥和黏土）以懸浮狀態或沿著湖底的水流輸送到湖中。這些是冬季的主要沉積物，因為冰川沒有融化，因此河流的流量減少，因此攜帶的粗物質較少。這些沉積物通常組成韻律岩，或季候泥。後者代表每年沈積的細沙和黏土。冰湖三角洲的沉積與其他湖泊沉積物一樣，也是韻律岩，但它們更厚，並且包含粗粒物質。而不僅僅是細沙和粘土。越接近海岸線，黏土層保持相對相同的厚度，但細沙層的厚度會增加。

## 參看
- 湖积平原
- 冰河沉積物（Glaciofluvial deposits)